# Vega (Ørvad)
Vega is een compositie van de Deense componist Hanne Ørvad. Het werk is gecomponeerd voor gemengd (soms achtstemmig) kamerkoor. Het is een seculiere (niet-religieuze) compositie.
Orvad werd daarbij geïnspireerd door de ster Wega (Vega). De tekst is een vrij droge opsomming van enkele feiten rond de ster, zoals dat het de helderste ster van sterrenbeeld Lier is. Het lied is verdeeld over een inleiding, zeven strofes en een slotzin. Ørvad is autodidact als componist en dat houdt de muziektheoretische mogelijkheden beperkt. Daartegenover staan haar ervaringen als zangeres, zij zong jaren in allerlei (Deense) koren en kent dus alle mogelijkheden van de stem. Dit is van invloed op deze a capella-compositie. De strofes wisselen ven stemming zonder dat er echte uitschieters tussen zitten. In sommige delen wordt gesist, in andere worden andere ademhalingstechnieken toegepast. Hier en daar is een enkele dissonant hoorbaar. Alles blijft helder klinken.
Een en ander kan ook de bedoeling zijn van de componist, aangezien Vega een zeer heldere ster is en eigenlijk geen concurrentie duldt. De van oorsprong Deense teksten van de componist zelf zijn overgezet naar het Latijn, hetgeen het werk een sacraal tintje geeft.
De opdracht van het werk kwam van het Nederlands Kamerkoor, dat op 1 oktober 1996 de eerste uitvoering gaf; de Deense première volgde (pas) zes jaar later. Het werk is opgedragen aan Knud Vestergaard, een vioolmaker uit de jaren 1930-1950 en ontwerper van de Vega Bach Strijkstok (of eigenlijk een strijkboog).

## Bron en discografie
- Uitgave Dacapo: Koor van de Deense Omroep; o.l.v. Søren Kinch Hansen
- Site van Hanne Ørvad